# XVIII Brigada Antiaérea
La XVIII Brigada Antiaérea (Flak-Brigade XVIII) fue una unidad de la Luftwaffe durante la Segunda Guerra Mundial.

## Historia
Fue formada el 27 de enero de 1943 en Nimes (inicialmente también conocida como Brigada Antiaérea z.b.V.), y en el Verano 1943 como 18° Brigada Antiaérea.

## Comandantes
- Mayor general Karl Halberstadt – (1 de marzo de 1943 – 6 de mayo de 1945)

## Jefes de Operaciones (Ia)
- Capitán Bernhard Haep – (? – mayo de 1945)
- Capitán Herbert Zeller (suplente?) – (? – abril de 1945)

## Orden de Batalla
Organización del 1 de noviembre de 1943:
- 85° Regimiento Antiaéreo (v) en Tarascon
- 69° Regimiento Antiaéreo (motorizada) en Marsella
- 653° Regimiento Antiaéreo (motorizada) en Narbona(?)

Trasladado a Cambrai en noviembre de 1943, ahora con (1 de enero de 1944) (informado en Lille en febrero de 1944):
- 95° Regimiento Antiaéreo (v) en Amberes
- 656° Regimiento Antiaéreo (v) en Lille
- 155° Regimiento Antiaéreo (W)

El 155° Regimiento Antiaéreo (W) deja la brigada en enero de 1944.
Organización del 1 de marzo de 1944 (duties included defending the V-weapon sites in the area):
- 95° Regimiento Antiaéreo (v) en Amberes
- 656° Regimiento Antiaéreo (v) en Beauvais
- Grupo Antiaéreo Somme

El 87° Regimiento Antiaéreo (v) uniéndose a la brigada en marzo de 1944, remplazando al Grupo Antiaéreo Somme, el cual fue disuelta.
El 656° Regimiento Antiaéreo (v) como el 177° Regimiento Antiaéreo (v) en mayo de 1944.
Organización del 1 de julio de 1944 y del 1 de octubre de 1944:
- 95° Regimiento Antiaéreo (v)
- 87° Regimiento Antiaéreo (v)
- 117° Regimiento Antiaéreo (v)
- 178° Compañía de Operaciones de Comunicaciones Aérea

En septiembre de 1944 en Hertogenbosch, Doetinchen y Arnhem, el 1 de noviembre de 1944 en Sonsbeck, ahora con:
- 94° Regimiento Antiaéreo (v)
- 95° Regimiento Antiaéreo (v) en Xanten
- 178° Compañía de Operaciones de Comunicaciones Aérea

El 100° Regimiento Antiaéreo (Mönchen-Gladbach) y 124° Regimiento Antiaéreo (Kempen) fue adherida a la brigada en 1945.
En febrero de 1945 en Achterluk (Holanda), después en Münster y Oldenburg, y terminado la guerra en Cuxhaven.

## Subordinados
| enero de 1943 – noviembre de 1943       | Comando Administrativo Aéreo Francia Occidental |
| noviembre de 1943 – agosto de 1944      | Comando Administrativo Norte Francia-Bélgica    |
| agosto de 1944 – octubre de 1944        | XIV Comando Administrativo Aéreo                |
| octubre de 1944 – febrero de 1945       | III Cuerpo Antiaéreo                            |
| febrero de 1945 – 23 de febrero de 1945 | Comando de la Fuerza Aérea Occidental           |
| 23 de febrero de 1945 – mayo de 1945    | VI Cuerpo Antiaéreo                             |